# Santa Lucrécia de Algeriz e Navarra
Santa Lucrécia de Algeriz e Navarra (llamada oficialmente União das Freguesias de Santa Lucrécia de Algeriz e Navarra) es una freguesia portuguesa del municipio de Braga, distrito de Braga.

## Historia
Fue creada el 28 de enero de 2013 en aplicación de una resolución de la Asamblea de la República de Portugal promulgada el 16 de enero de 2013 con la unión de las freguesias de Navarra y Santa Lucrécia de Algeriz, pasando su sede a estar situada en la antigua freguesia de Santa Lucrécia de Algeriz.

## Demografía
| Gráfica de evolución demográfica de Santa Lucrécia de Algeriz e Navarra entre 2011 y 2021 |
|                                                                                           |
| Datos según el nomenclátor publicado por el INE portugués.                                |